# Château de Puivert
Le château de Puivert (en occitan : Puègverd, au Moyen Âge Podioviridi ) est un ancien château fort dit cathare du XIIe siècle, aujourd'hui en ruine, dont les vestiges se dressent sur la commune française de Puivert, dans le département de l'Aude, en région Occitanie.
Les ruines du château font l’objet d’un classement au titre des monuments historiques par arrêté du 6 juillet 1907.

## Localisation
Le château de Puivert est posé sur une colline surplombant le village de Puivert et son lac, à une altitude de 605 mètres, dans le département français de l'Aude. Le site se trouve dans la région du Quercorb, à 60 km au sud de Carcassonne et à 45 km à l'est de Foix.

## Historique

### Lecastrumprimitif
Les fonctions de ce château sont guerrières (le guet et la défense), contrairement aux bâtiments construits à cette époque qui avaient plutôt des buts religieux[Quoi ?].
La construction daterait du XIIe siècle. Les premières mentions de l'édifice remontent à 1152 et appartient alors à la famille de Congost, au moment de la croisade des albigeois. Ces seigneurs puissants du Quercorb accueillent régulièrement les « grands » pour de somptueuses fêtes, dont Aliénor d'Aquitaine ; ils pratiquent le catharisme et sont montrés comme des hérétiques. Ainsi, en novembre 1210, le château subit un siège de trois jours par l'armée de Thomas (dit Pons) de Bruyère, lieutenant de Simon de Montfort lors de la guerre des Albigeois , et Puivert devient une possession du royaume.
En 1289, l'effondrement du barrage naturel retenant les eaux du lac, au pied du site, provoque la destruction d'une partie de la ville de Mirepoix, située à 30 km au nord, dans l'Ariège.

### Le château actuel

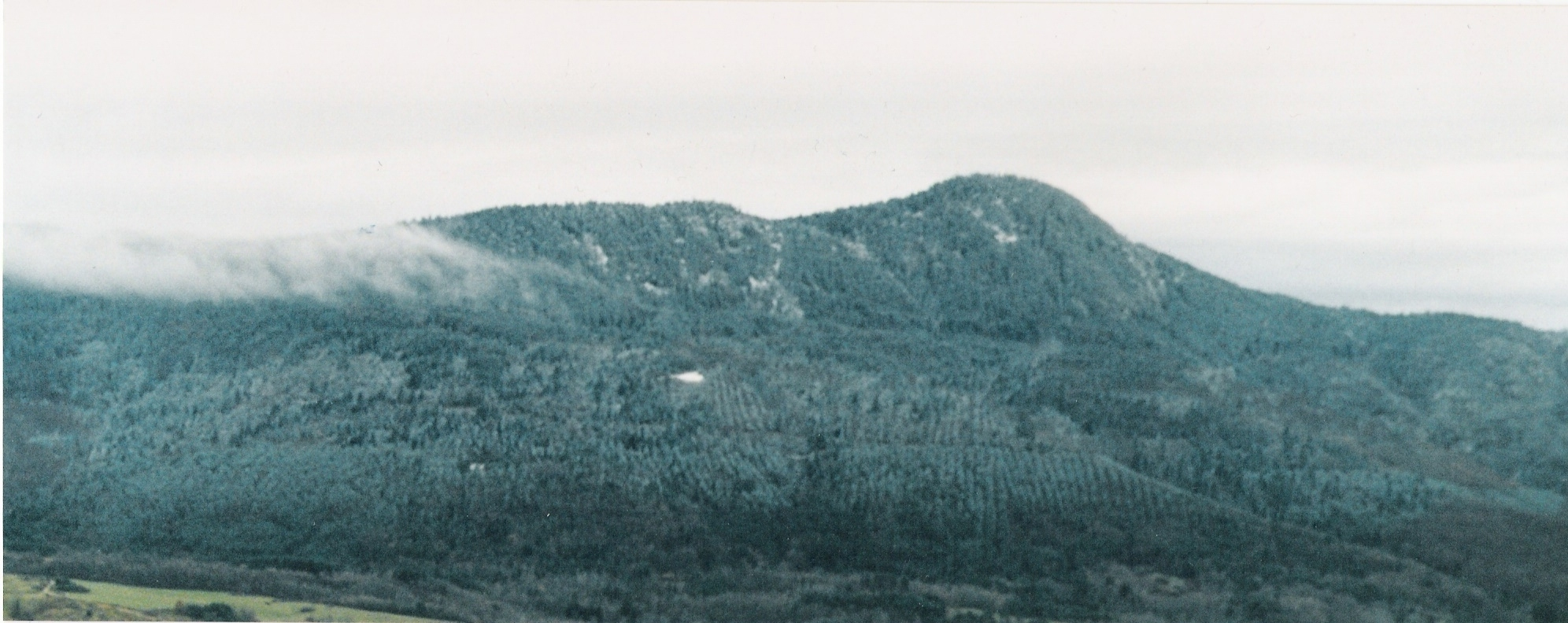
Panorama des montagnes, depuis la terrasse du donjon.

Au début du XIVe siècle, Thomas de Bruyères (-le-Châtel), petit-fils de Pons, et sa femme, Isabelle de Melun, font reconstruire le « nouveau château », dans le prolongement du Castèl vièlh (vieux château) dont les vestiges, à l'ouest, sont toujours visibles et parmi lesquels on peut voir les armes d'Isabelle de Melun, fille du grand chambellan de France Adam IV. La remise en forme du bâtiment lui donne le caractère symbolique et pittoresque que l'on peut admirer.
La famille de Congost blasonnait « d'azur à la bordure d'argent, et chargé de deux billettes de même posées en 2 et 3 » ; la famille de Bruyères blasonnait « d'or au lion de sable, à la queue nouée et fourchue », mais ni armé ni lampassé, erreur commune liée aux armes des Flandres. Les armes de la famille de Melun sont restées intactes et se lisent comme suit : « d'azur à sept besants d'or, posés 3, 3, et 1, au chef de même ».
Depuis sa vente en 1995 par la famille de Puivert, le château sert à de nombreux tournages (La Neuvième Porte, Le Peuple migrateur, La Passion Béatrice, etc.) grâce à son donjon très bien conservé.

## Description
Le château de Puivert est l'un des mieux conservé des châteaux dit philippiens.

### L'enceinte
Elle s'étend sur une longueur de 175 mètres, sur un plan rectangulaire, percée d'archères et séparée du plateau par un fossé, pratiquement invisible de nos jours.
L'accès à la cour intérieure se fait par une tour-porte, carrée, située au centre de la courtine est.
Il subsiste cinq tours sur les huit initiales : une ronde, lisse, à l'angle nord-est ; une ronde à bossage au milieu du front nord ; une tour à plan carré, avec une tourelle en encorbellement, sur le côté oriental, reliant les deux derniers étages ; les restes d'une tour ronde au sud-est ; le donjon (partie la mieux conservée du château).
En plus de la porte centrale, située sur le mur oriental, il y a deux autres portails, un sur l'angle défendu par le donjon (angle nord-ouest) et un au sud du donjon, permettant d'accéder au vieux château.
La surface au sol (basse-cour) du site est très grande : 3 200 m2 à l'intérieur des murs.

### Le donjon du château
Partie la mieux conservée de l'édifice, de forme carrée, dressé en 1310, il mesure 15 m de côté et 32 m de haut. Il était initialement attenant au logis seigneurial. Sur la partie ouest de la tour, on peut observer des arrachements de pans de murs perpendiculaires, ainsi que des portes, laissant à déduire que les habitations étaient accolées à cette paroi.
Le donjon est composé de cinq niveaux. Les deux premiers (dont un partiellement souterrain) ont des plafonds en berceaux brisés. Le troisième mène par une porte couverte en arc brisé à la chapelle (XIVe siècle), décorée de colonnettes, de moulures et de blasons, au plafond voûté sur croisée d'ogives à culots sculptés, et dont au mur, se trouvent une piscine liturgique et des fenêtres trilobées. La clé de voûte est décoré d'une Vierge à l'Enfant et de saint Michel terrassant le dragon. Au quatrième, la « salle des Musiciens ». Au dernier étage, la plate-forme défensive, à l'époque bordée par un crénelage, permet de découvrir une vue de la région du Quercorb.

#### La salle des musiciens
La salle d'apparat voûtée d'ogives sur culots, sculptés de huit très fines figurines profanes jouant d'instruments de musique : cornemuse, flûte, tambourin, rebec, luth, guiterne, orgue portatif, psaltérion et vièle à archet. Le musée du Quercorb expose les reconstitutions de l'instrumentarium.
Un exemplaire de la cornemuse du château de Puivert est reconstitué en 2010, lors de l'anniversaire de la prise du château et présenté par Nicolas Dedieu, musicien du groupe OC et de la « Rosa Trobadoresca », et joué au château lors du concert « OC-Cathares épisode 1 ». 
La pièce est éclairée par trois fenêtres semblables à celles de la chapelle.
Une histoire indiquerait que la ville de Puivert a accueilli au XIIe siècle une célèbre rencontre de troubadours[réf. nécessaire]. Selon Cassaigne, c'est la jeune Aliénor d'Aquitaine qui en 1131 passa au château avec un cortège de troubadours.

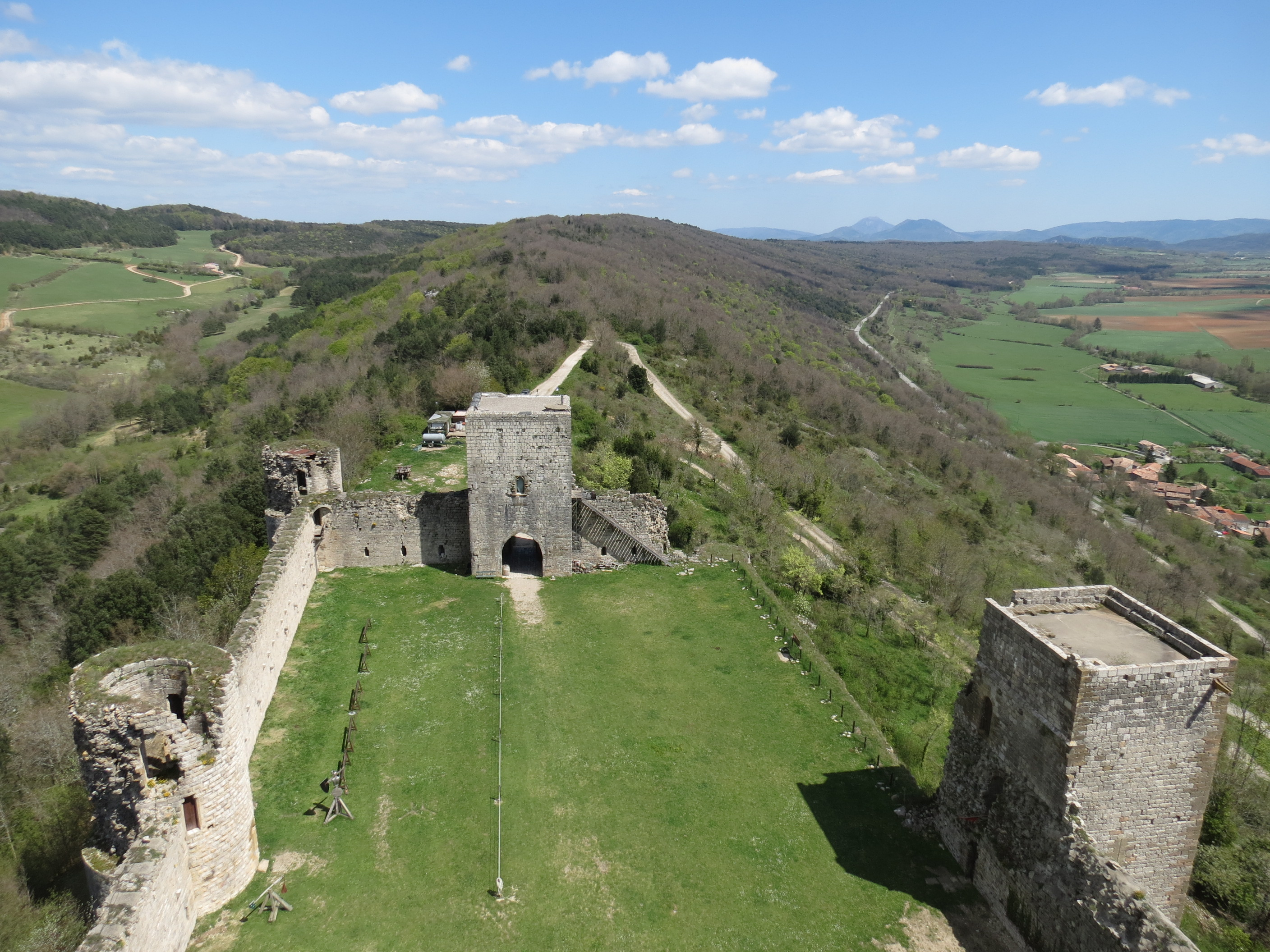
Basse-cour du château.
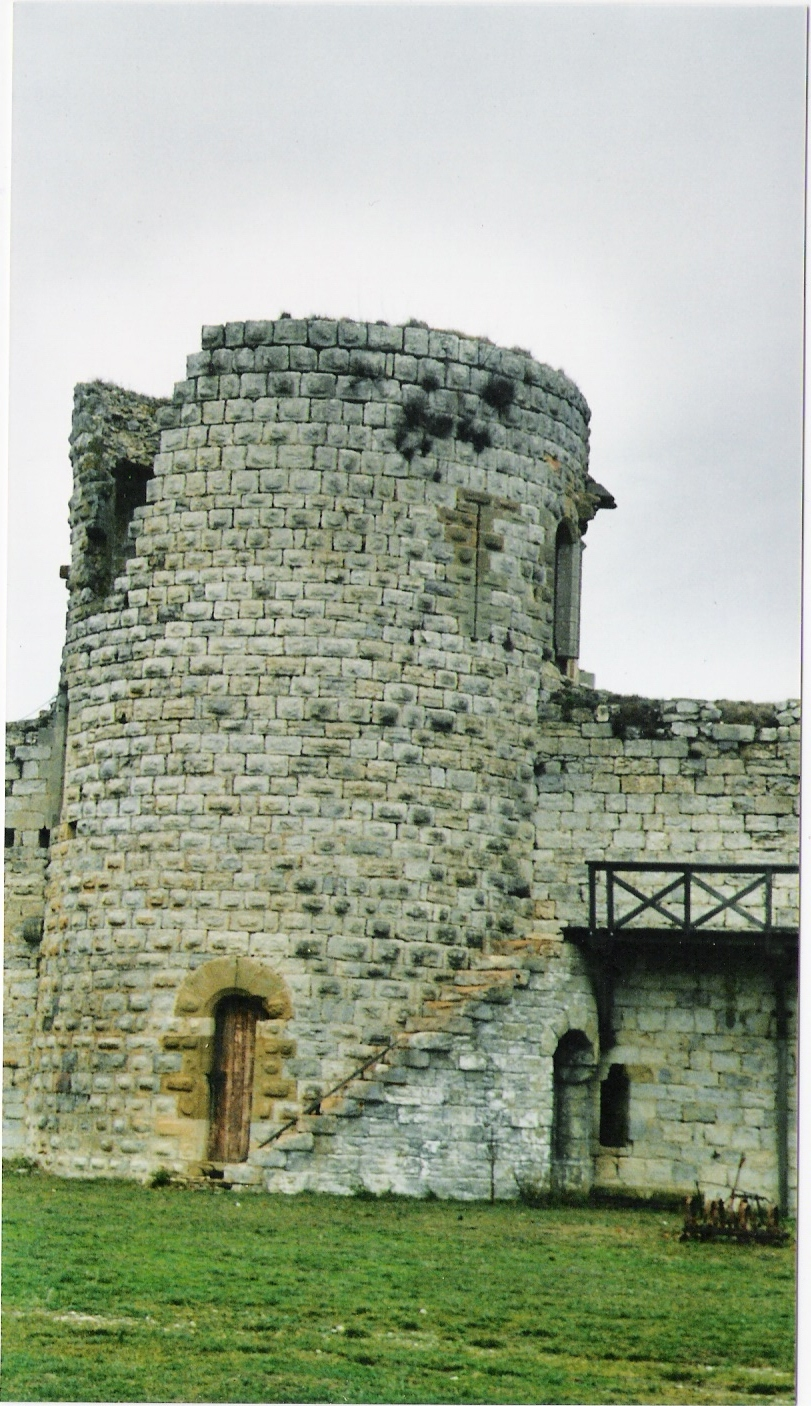
Une des tours.
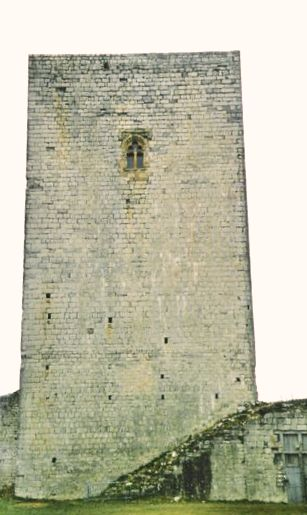
Le donjon.
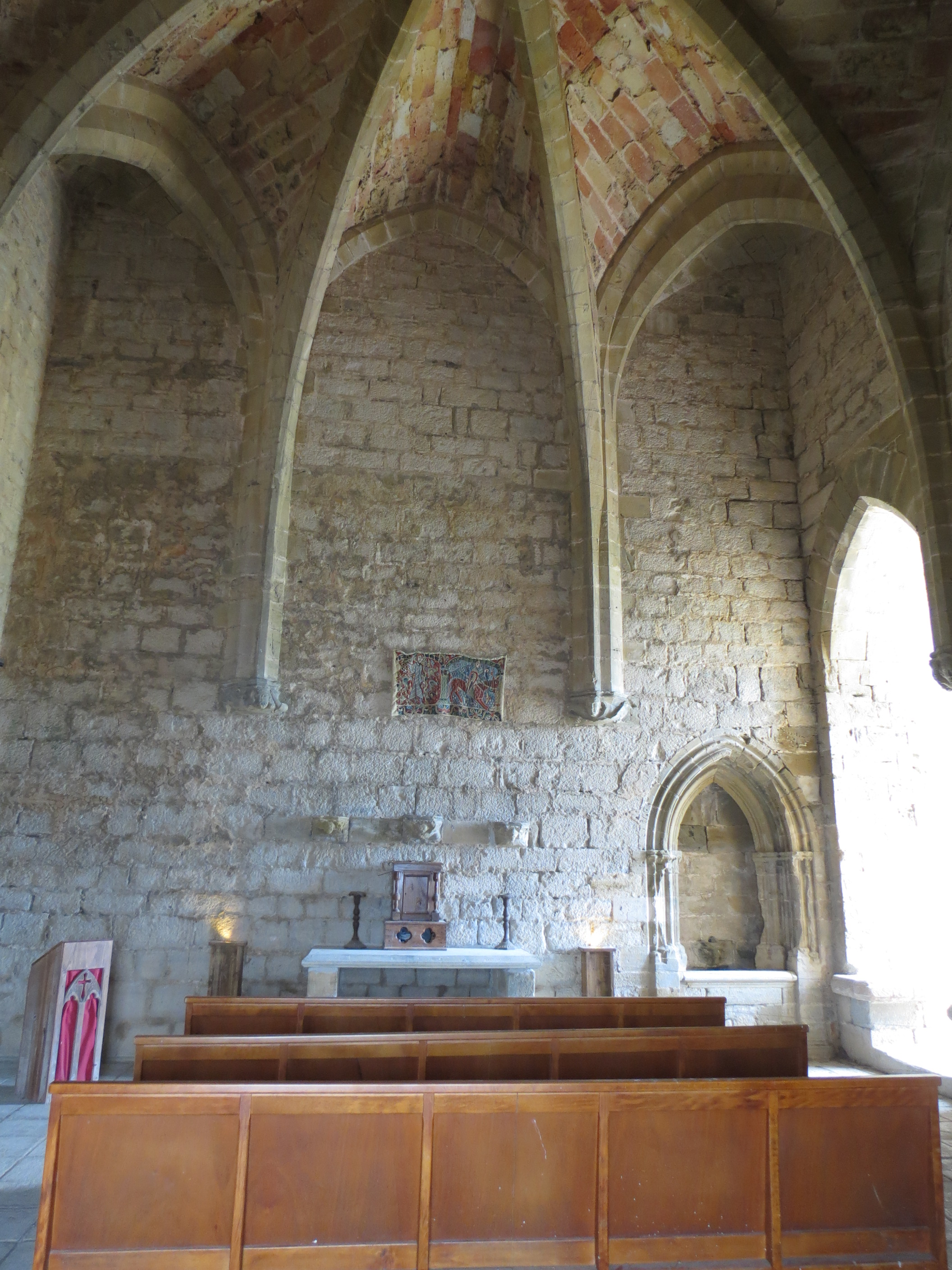
La chapelle.
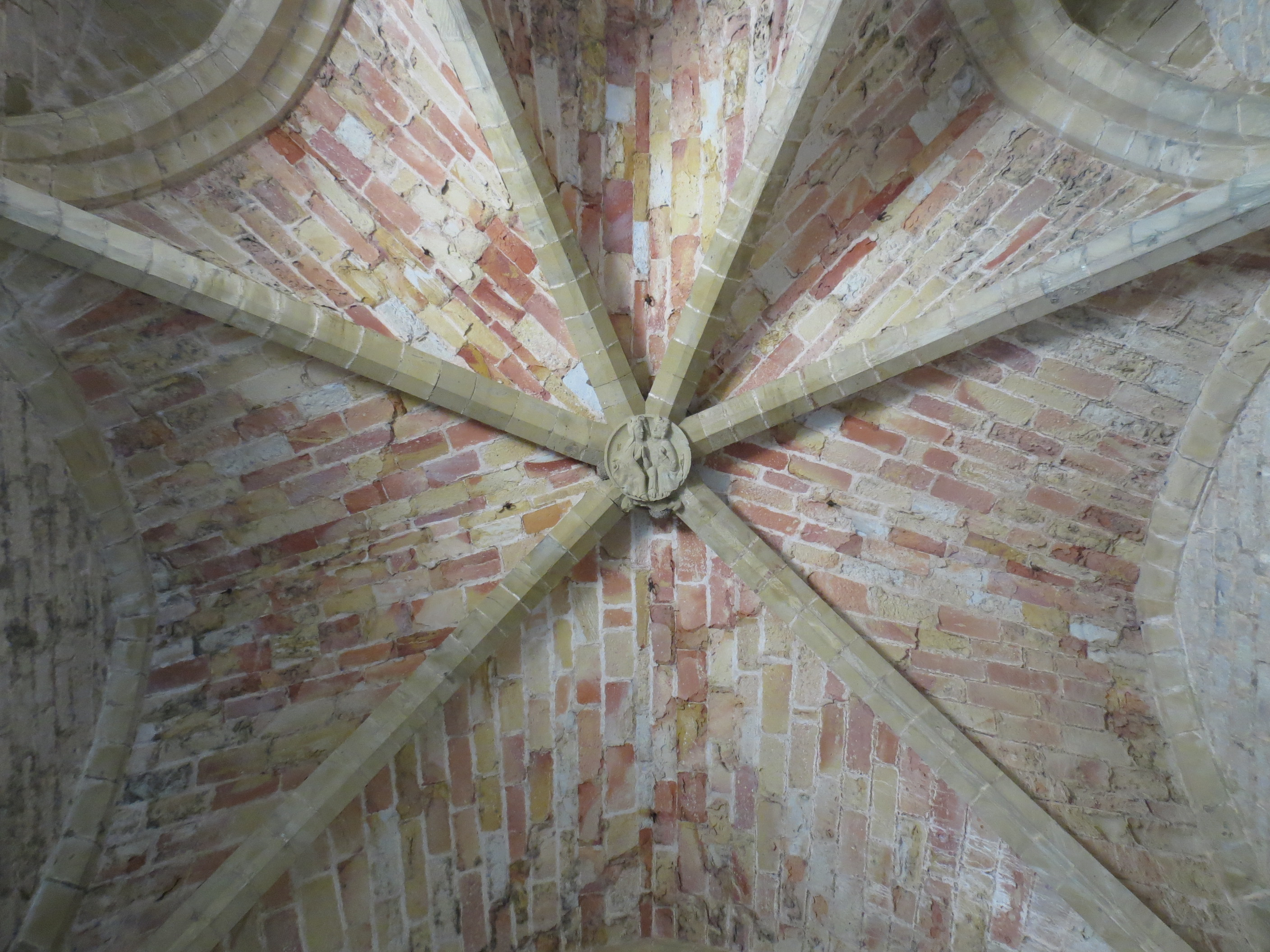
Voûte de la chapelle dans le donjon.

| Lastours Cité de Carcassonne Puilaurens Montségur Puivert Arques Termes Villerouge- Termenès Peyrepertuse Quéribus Aguilar Toulouse Carcassonne Foix Minerve Narbonne vers Montpellier vers Perpignan Méditerranée |

## Le château dans les arts et la culture

### Au cinéma
On retrouve ce château dans divers films :
- La Passion Béatrice, de Bertrand Tavernier, 1987 ;
- Le Voyage étrange, de Serge Roullet, 1990 ;
- La Neuvième Porte, de Roman Polanski, 1998, nommé « la Tour du Diable » ;
- Le Peuple migrateur, de Jacques Perrin, 2001 ;
- Lady Godiva, de Vicky Jewson, 2008[9].

### À la télé
On retrouve ce château dans des émissions télévisées :
- L'Histoire au Quotidien, dans l'épisode La France au temps des chevaliers et des châteaux forts, diffusée sur M6 en 2015 et présentée par Mac Lesggy ;
- Meurtres en Pays cathare, réalisé par Stéphanie Murat, France 3.

### Dans la littérature
- Kate Mosse (trad.  de l'anglais par Caroline Nicolas), La Cité de Feu [« The Burning Chambers »], Paris, Éditions Sonatine, 2020, 608 p.  (ISBN 978-2-35584-763-9). Pocket (2021)
- Kate Mosse (trad. de l'anglais par Caroline Nicolas), La Cité de larmes [« The City of Tears »], Paris, Éditions Sonatine, 2021, 574 p.  (ISBN 978-2-35584-764-6)